# تره تونبرگ
تره تونبرگ (نام علمی: Allium thunbergii) نام یک گونه از سرده سیر است.